# Флавий Север
Фла́вий Вале́рий Севе́р (лат. Flavius Valerius Severus), иногда также называемый в римской историографии как Север II, — римский император как цезарь в 305—306 годах, как август в 306—307 годах.
Флавий Север носил следующие титулы: цезарь — с 1 мая 305 года, август — с 25 июля 306 года. Власть трибуна получил с 1 мая 305 года.

## Происхождение и назначение цезарем
Родиной будущего императора Флавия Валерия Севера была Иллирия. Известно, что он был незнатного происхождения. Север был приятелем императора Галерия. До прихода к власти он служил в армии, по всей видимости, на командных должностях.
Когда 1 мая 305 года основатели тетрархии императоры Диоклетиан и Максимиан отреклись от престола, Галерий и Констанций I Хлор стали вместо них новыми августами. Как рассказывает Лактанций, в Никомедии Галерий предложил Диоклетиану назначить новыми цезарями Севера и своего племянника Максимина Дазу. Тот согласился, хотя понимал, что эти люди не годятся для управления государства. Тогда Галерий отправил Севера к Максимиану в Медиолан, чтобы тот провозгласил его цезарем.
На следующий день Диоклетиан собрал солдат и объявил, что отказывается от императорской власти. Все они не сомневались, что он объявит цезарем сына Констанция Константина. Однако вдруг Диоклетиан говорит, что цезарями станут Север и Максимин. Легионеры подумали, что Константин сменил имя, однако Галерий вывел вместо него на всеобщее обозрение Максимина.
Север принял имена Флавия (став, таким образом, считаться приёмным сыном Констанция) и Валерия (как приёмный член династии Диоклетиана). К его владениям отошли Италия и Африка. Кроме того, под контроль Севера перешла ещё и Паннония, которая до этого относилась к владениям Галерия. Галерий не был против такого передела по причине того, что Север, как и его собственный цезарь Максимин II Даза, всецело находился под его влиянием. Таким образом, Констанций I Хлор и Север правили западом Римской империи, а Галерий и Максимин — востоком.

## Правление в качестве августа и гибель
Когда в июле 306 года Констанций I Хлор скончался в Британии, Галерий, теперь официально ставший старшим императором, провозгласил Севера августом Запада и назначил Константина, которого уже провозгласили императором британские легионы, его цезарем. Этот дипломатический шаг был предпринят для того, чтобы на время успокоить Константина, однако он вызвал большое недовольство у вновь обделенного сына Максимиана Максенция, который в результате поднял в Риме восстание и провозгласил себя императором 28 октября 306 года. Этому посодействовали преторианцы, раздраженные тем, что Север приказал окончательно расформировать их гвардию, ранее уменьшенную Диоклетианом до масштабов обыкновенного городского гарнизона. Когда Галерий узнал о случившемся перевороте, он приказал Северу выступить против бунтовщика, захватившего Рим и часть Италии, и в начале 307 года тот вышел из своей столицы Медиолана.
Области Северной Италии оказали поддержку Северу, однако, очутившись перед воротами Рима, их войско заволновалось. Дело в том, что Максенций, желая переманить воинов Севера на свою сторону, отправил своему отрекшемуся отцу предложение вновь вернуться к политической жизни, на которое тот охотно ответил согласием. Поскольку многие из армии Севера в своё время служили под началом Максимиана, они не могли заставить себя идти сражаться против его сына. Кроме того шпионы Максенция активно подрывали их боевой дух, в то время как префект Рима Гай Анний Ануллин пошел ещё дальше: он предал августа и начал раздавать деньги солдатам, чтобы они покинули своего государя.

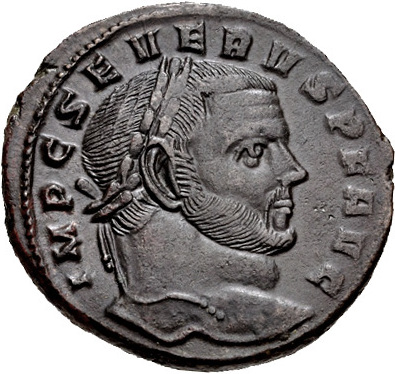
Портрет Флавия Севера на фоллисе

Поэтому вскоре у Севера не оставалось никакого другого выхода, как немедленно бежать на север с немногочисленными остатками ещё сохранивших ему верность солдат. Максимиан отправился вслед за ним и встал около Равенны, где находился Север, и заставил принять свои условия. Поверив его обещаниям, Север дал согласие отказаться от должности августа в обмен на гарантию безопасности его жизни. Бывшего императора как пленника привезли в Рим и, проведя по городским улицам, заключили на государственной вилле в местечке Три Таверны на Аппиевой дороге, чтобы иметь заложника на тот случай, если Галерий решит напасть на Италию.
В результате, когда Галерий вторгся в Италию в 307 году, Север погиб при туманных обстоятельствах. Так, по рассказу Лактанция, его вынудили перерезать себе вены. А Псевдо-Аврелий Виктор считает, что Севера убили по приказу Максимиана и он был похоронен в гробнице Галлиена, расположенной в девяти милях от Рима по Аппиевой дороге. Евтропий же вообще считает, что Север был убит в Равенне. О характере и внешности Севера ничего неизвестно, но Аноним Валезия сообщает, что он был пьяницей.
Возможно, Север был хорошим военачальником, несмотря на то, что он не мог взять Рим. Также ничего неизвестно о его отношении к христианам: по крайней мере, гонениям он их не подвергал.